# Besian Idrizaj
Besian Idrizaj (Viena, 12 de octubre de 1987 - †Linz, 15 de mayo de 2010) fue un jugador profesional de fútbol de Austria, que jugó su último partido como delantero para el Swansea City. Su origen es albanés.
Murió de un ataque cardíaco el 15 de mayo de 2010 a la edad de 22 años

## Carrera
Idrizaj comenzó su carrera en Austria, en el LASK Linz

## Liverpool
Él firmó con el Liverpool FC, proveniente del LASK Linz en el verano de 2005 en un contrato de dos años, tras una temporada de prueba. Él era joven jugador de Austria del año en 2004-05.
En el momento en que declaró: "Siempre he sido un fan del Liverpool y es un sueño hecho realidad jugar con ellos. Si tiene la oportunidad de ir a Liverpool a prueba se dará cuenta de la magnitud. No se puede ignorar una prueba con el club ganador de la Champions League. Incluso me atrevería a haber jugado gratis con tal del placer de jugar aquí".
Su temporada 2005-06 se vio interrumpida por lesiones. Sin embargo se esperaba que Idrizaj fuera un miembro regular del equipo de Gary Ablett y Hughie McAuley, o una reserva para la temporada 2006-07. Hizo su debut con el primer equipo en un amistoso de pretemporada contra el Wrexham el 15 de julio de 2006, jugando para los primeros 45 minutos iniciales como delantero, junto a su compañero Craig Bellamy, otro debutante. Después de ir a préstamo al Luton Town en 2007 regresó a Liverpool para la próxima temporada. El 7 de julio de 2007, Idrizaj anotó una tripleta en un partido amistoso para los Rojos contra el Wrexham en un período de 26 minutos. Los tres goles fueron por pases de Jermaine Pennant.

## Luton Town
El 16 de marzo de 2007, Idrizaj fue cedido al equipo de la ciudad de Luton, hasta el final de la temporada 2006-07. Hizo su debut en la Premier League con ellos al día siguiente, pero fue sustituido a los 49 minutos. Luego pasó a jugar seis veces más para el club, anotando un gol contra Southend United.

## Crystal Palace
El 30 de agosto de 2007 fichó por el Crystal Palace en un préstamo de 12 meses.
Idrizaj hizo su debut con el Crystal Palace contra el Charlton Athletic el 1 de septiembre de 2007 en el derby del sur de Londres reemplazando en el minuto 72 a Clinton Morrison. Sin embargo, Idrizaj no logra establecerse en el Crystal Palace, y en enero de 2008, Neil Warnock exigió que el Liverpool fiche a Idrizaj durante el mercado de invierno, ya que vio que Idrizaj no tendría lugar en el Crystal Palace. El 31 de enero de 2008, Idrizaj por su propia voluntad accedió a un movimiento de préstamo a Oldham Athletic para el resto de la temporada 2007-08 después de cancelar el resto de la oferta de préstamos con el Crystal Palace. Sin embargo, después de la interferencia de su agente, Idrizaj dio marcha atrás con el acuerdo y decidió no participar en el Oldham.

## Vuelta a Austria
El 31 de enero de 2008 fichó por el club Wacker Innsbruck austriaco en calidad de préstamo, de Liverpool, hasta el final de la temporada de fútbol 2007-08, cuando su contrato con el Liverpool, se de por terminado. Durante su estancia en Innsbruck, se desplomó en la cancha durante un partido contra el Sturm Graz. Sin embargo, después de someterse a pruebas médicas, fue autorizado a reanudar su carrera futbolística después de las pruebas que indicaron que el colapso fue el resultado de un virus en lugar de un problema cardíaco.

## FC Eilenburg
Idrizaj jugado cinco partidos en la Oberliga Süd NOFV para el Eilenburg y recibió una tarjeta roja en su segundo partido.

## Swansea City
El 18 de agosto de 2009 Idrizaj fichó por el club. Fue aclamado por los Cisnes, y también por el gerente, Paulo Sousa "Él no es delantero, pero es un buen atacante, yo sé mucho sobre él, y él es el tipo de jugador que podría encajar en nuestro equipo." Firmó después de impresionar al presidente de los Cisnes en el entrenamiento. Jugó sólo tres partidos para el club galés ya que estuvo un tiempo lesionado. El Swansea le dio el dorsal 40.

## Muerte
Idrizaj murió el 15 de mayo de 2010 a la edad de 22 años, apenas dos semanas después del final de la Premier. Los informes sugieren que sufrió un ataque al corazón mientras dormía. También se informó que se había derrumbado anteriormente Idrizaj en dos ocasiones mientras jugaba al fútbol: una vez durante un partido con su ex club de Linz, el LASK Linz en noviembre de 2008 y también durante un partido de Wacker Innsbruck en febrero de 2008.

## Homenaje
Los jugadores del Swansea al comenzar la siguiente temporada llevaron camisetas con la foto de Idrizaj y el nombre de él. Swansea también decidió retirar el dorsal número 40, que usaba Besian Idrizaj.

## Clubes
| Club             | Temporada | Liga        | Liga  | Copa Nacional | Copa Nacional | Copa de la liga | Copa de la liga | Comp. Europeas | Comp. Europeas | Otros       | Otros | Total       | Total |
| Club             | Temporada | Asistencias | Goles | Asistencias   | Goles         | Asistencias     | Goles           | Asistencias    | Goles          | Asistencias | Goles | Asistencias | Goles |
| ---------------- | --------- | ----------- | ----- | ------------- | ------------- | --------------- | --------------- | -------------- | -------------- | ----------- | ----- | ----------- | ----- |
| Swansea City     | 2009/10   | 3           | 0     | 0             | 0             | 1               | 0               | 0              | 0              | 0           | 0     | 4           | 0     |
| Wacker Innsbruck | 2007/08   | 2           | 0     | 0             | 0             | 0               | 0               | 0              | 0              | 0           | 0     | 2           | 0     |
| Crystal Palace   | 2007/08   | 7           | 0     | 0             | 0             | 0               | 0               | 0              | 0              | 0           | 0     | 7           | 0     |
| Liverpool        | 2007/08   | 0           | 0     | 0             | 0             | 0               | 0               | 0              | 0              | 0           | 0     | 0           | 0     |
| Luton Town       | 2006/07   | 7           | 1     | 0             | 0             | 0               | 0               | 0              | 0              | 0           | 0     | 7           | 1     |
| Liverpool        | 2006/07   | 0           | 0     | 0             | 0             | 0               | 0               | 0              | 0              | 0           | 0     | 0           | 0     |
| Liverpool        | 2005/06   | 0           | 0     | 0             | 0             | 0               | 0               | 0              | 0              | 0           | 0     | 0           | 0     |
| LASK Linz        | 2005/06   | 7           | 0     | 0             | 0             | -               | -               | 0              | 0              | 0           | 0     | 7           | 0     |
| LASK Linz        | 2004/05   | 27          | 3     | 1             | 1             | -               | -               | 0              | 0              | 0           | 0     | 28          | 4     |
| LASK Linz        | 2003/04   | 1           | 0     | 0             | 0             | -               | -               | 0              | 0              | 0           | 0     | 1           | 0     |
| Admira Linz      | 2003/04   | 0           | 0     | 0             | 0             | -               | -               | 0              | 0              | 0           | 0     | 0           | 0     |
| Total            |           | 55          | 4     | 1             | 1             | 0               | 0               | 0              | 0              | 0           | 0     | 56          | 5     |